# Enter the Wu-Tang (36 Chambers)
Az 1993-as Enter the Wu-Tang (36 Chambers) a Wu-Tang Clan debütáló nagylemeze. Az album címe az 1978-as The 36th Chamber of Shaolin filmből ered. Az album producere az együttes de facto vezetője, RZA volt, aki Prince Rakeemként is ismert.
Az album hangzása megalapozta a hardcore hiphopot, elősegítette, hogy a New York City-i hiphop ismét előtérbe kerüljön. A lemez nagy hatást gyakorolt a modern hiphopra.
Underground jellege ellenére meglepő sikereket ért el a listákon. A Billboard 200-on a 41. helyig jutott. 1995-re megkapta a platina minősítést a RIAA-tól. A kritikusok általában pozitívan fogadták, a szakértők a 90-es évek egyik legjelentősebb albumának nevezik. 2003-ban 386. lett a Rolling Stone magazin Minden idők 500 legjobb albuma listáján. Szerepel az 1001 lemez, amit hallanod kell, mielőtt meghalsz című könyvben.

## Az album dalai
|     | Cím                                    | Hossz |
| --- | -------------------------------------- | ----- |
| 1.  | Bring da Ruckus                        | 4:10  |
| 2.  | Shame on a Nigga                       | 2:57  |
| 3.  | Clan in da Front                       | 4:33  |
| 4.  | Wu-Tang: 7th Chamber                   | 6:05  |
| 5.  | Can It Be All So Simple                | 6:53  |
| 6.  | Da Mystery of Chessboxin'              | 4:48  |
| 7.  | Wu-Tang Clan Ain't Nuthing ta Fuck Wit | 3:36  |
| 8.  | C.R.E.A.M.                             | 4:12  |
| 9.  | Method Man                             | 5:50  |
| 10. | Protect Ya Neck                        | 4:52  |
| 11. | Tearz                                  | 4:17  |
| 12. | Wu-Tang: 7th Chamber—Part II           | 6:09  |
| 13. | Method Man (Skunk mix; bónuszdal)      | 3:12  |

## Közreműködők

### Zenészek
- Inspectah Deck – ének, szöveg
- 4th Disciple – scratch
- Ghostface Killah – executive producer, ének, szöveg
- GZA/Genius – ének, szöveg
- Masta Killa – ének, szöveg
- Method Man – ének, producer, szöveg
- Ol' Dirty Bastard – ének, producer, szöveg
- RZA/Prince Rakeem – hangszerelés, executive producer, keverés, producer, programozás, ének, szöveg
- Raekwon – ének, szöveg
- U-God – ének, szöveg

### Produkció
- Carlos Bess – hangmérnök
- Richard Bravo – design
- Mitchell Diggs – executive producer, produkciós felügyelő
- Chris Gehringer – mastering
- John Gibbons – produkciós felügyelő
- Oli Grant – executive producer, produkciós felügyelő
- Daniel Hastings – fényképek
- Michael McDonald – produkciós felügyelő
- Jacqueline Murphy – művészi munka, művészeti vezető
- Ethan Ryman – hangmérnök
- Mike Theodore – produkciós felügyelő
- Tracey Waples – executive producer
- Amy Wenzler – design

## Fordítás
Ez a szócikk részben vagy egészben az Enter the Wu-Tang (36 Chambers) című angol Wikipédia-szócikk ezen változatának fordításán alapul.  Az eredeti cikk szerkesztőit annak laptörténete sorolja fel. Ez a jelzés csupán a megfogalmazás eredetét és a szerzői jogokat jelzi, nem szolgál a cikkben szereplő információk forrásmegjelöléseként.